# David Chung

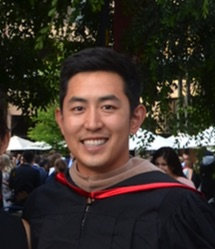
David Chung

David Chung (Fayetteville, North Carolina, 14 januari 1990) is een Koreaans-Amerikaans amateurgolfer. Hij heeft eind 2010 en begin 2011 op de eerste plaats gestaan van de wereldranglijst.

## Afkomst
Hij is de zoon van Christian en Elise Chung.

## Amateur
Toen hij 14 jaar was, werd Chung finalist van het US Junior Amateurkampioenschap.
Zijn topjaar was 2005. Hij kwam in de halve finale van het US Junior Amateur in 2005, was runner-up in het Western Junior en werd Junior Boys Carolinas Player of the Year.
Chung studeert sinds 2008 aan de Stanford University. In zijn tweede jaar won Chung in 2009 het North and South Amateur.
In 2010 speelde hij de Porter Cup en won hij het Western Amateur. Hij verloor de finale van het Amerikaans amateurkampioenschap van Peter Uihlein. Als finalist kreeg hij een wildcard voor de Masters en het US Open in 2011 (en zolang hij amateur blijft).
Chung zat in 2010 in het winnende US Team van de Palmer Cup op de Royal Portrush Golf Club in Noord-Ierland, waarbij hij al zijn partijen won. Hij speelde ook in het Amerikaanse team bij de Eisenhower Trophy. Daarbij eindigden de Amerikanen op de derde plaats. In 2010 werd hij Carolina's Player of the Year.

### Gewonnen
- 2009: North and South Amateur
- 2010: Porter Cup, Western Amateur

### Teams
- Palmer Cup: 2010 (winnaars)
- Eisenhower Trophy: 2010